# Спритники
«Спритники» (рос. «Ловкачи») — радянський художній фільм 1987 року, знятий на кіностудії «Мосфільм».

## Сюжет
За п'єсою Олега Перекаліна «Вимагаю суду». Організатори постійних махінацій і злодійства в пристанційному селищі Кантировка — Метель і бригадир Санін, члени бандитського угруповання обласного рівня. Щоб хоч якось привернути увагу громадськості, робітник, відомий своєю доброчесністю і небайдужим ставленням до розкрадань, влаштовує на проїжджій частині затор. Слідчий Стрельцова вдумливо і не поспішаючи береться за розслідування причин хуліганства робітника і поки не знає, з ким їй доведеться зіткнутися у цій, на перший погляд, маленькій справі…

## У ролях
- Юозас Кіселюс — Олексій Федорович Зацепін, шляховий робітник, парторг (озвучив Андрій Ташков)
- Валентина Теличкіна — Василиса Андріївна Метель, дружина Миколи, мати Ані, диспетчер залізничної станції
- Віктор Павлов — Микола Іванович Метель, начальник станції, чоловік Василини
- Ігор Ясулович — Сергій Петрович Лебедєв, начальник залізничної дистанції
- Дмитро Орловський — Макар Макарович
- Тетяна Ташкова — Анастасія Харитонівна Стрельцова, старший слідчий обласної транспортної прокуратури
- Борис Бачурін — Борис Санін, бригадир шляхів, підручний Миколи, шанувальник Ані
- Марина Федіна — Аня, дочка Миколи Метеля і Василини
- Володимир Борисов — Віктор Зацепін, син Олексія, шляховий робітник
- Юрій Леонідов — Валентин Артемович Тропілов, секретар парткому, «права рука» Лебедєва
- Олег Мокшанцев — Ігор Дмитрович Бантиш, зав. відділом оргпартроботи
- Валентина Ананьїна — диспетчер, змінниця Василини
- Анатолій Ведьонкін — працівник бригади
- Валеріан Виноградов — працівник бригади
- Олег Голубицький — бухгалтер
- Валентин Грачов — працівник бригади
- Т. Матвєєва — епізод
- Геннадій Матвєєв — працівник бригади
- Григорій Маліков — працівник бригади
- Микита Романенко — міліціонер
- Клавдія Хабарова — Ольга Іванівна, лікар
- Євген Ташков — епізод

## Знімальна група
- Режисер-постановник і сценарист — Євген Ташков
- Оператор-постановник — Микола Немоляєв
- Композитор — Борис Чайковський
- Художник-постановник — Георгій Колганов